# Flavio Davino
Flavio Germán Davino Rodríguez (León, Guanajuato, México, 15 de agosto de 1974) es un exfutbolista mexicano. Jugó de defensa central además como volante de contención y su último equipo fue el Tecos de la UAG de la Primera División de México. Es hermano del también exfutbolista Duilio Davino, e Hijo de Jorge Davino, leyenda del club León. 
Debutó con Tecos en la 1995-1996. En el invierno 97 fue vendido al León y desde el invierno 98 formó parte del equipo de Morelia, donde fue un titular indiscutible. Para el Apertura 2002 es transferido a Cruz Azul donde tarda en convertirse en titular. Para el Apertura 2003 llegó a Tecos donde se ha convertido en pieza importantísima debido a su cualidad de ser zaguero central o mediocampista.

## Trayectoria
Comenzó en las fuerzas básicas de la Tecos, junto a su hermano. A pesar de que Flavio Germán era el mayor no debutó hasta la 95-96, un par de años después que Duilio, teniendo que vivir el campeonato 93-94 de los Tecos desde las reservas. Para el verano del ’97 se había vuelto regular aunque la directiva decidió vender a los dos hermanos de golpe; Duilio al América y Flavio a León, donde ambos encontraron lugar en su respectivo once titular. Flavio incluso jugó la última final del León en primera y vio una tarjeta roja en el partido de vuelta, aquel que Ángel David Comizzo regaló con un inexplicable penal al final del tiempo extra.
Luego de aquella dolorosa derrota se mantuvo un torneo con León y pronto emigró a Morelia, donde se convirtió en pieza clave del esquema moreliano que en el invierno ’00 levantó la corona contra el entonces campeón Toluca. Aquella ocasión Flavio jugó todos los minutos de la final de ida y vuelta, aunque no se hizo presente en los penales que decidieron el campeonato. Al finalizar el verano ’02 y siendo titular indiscutible se convirtió en la contratación bomba del Cruz Azul, donde solo duró un año sin pena ni gloria, que para el Apertura ’03 lo devolvió a su alma mater, los Tecos de la UAG de la Autónoma.
Allá en los tecolotes obtuvo el brazalete de capitán, fue regular y alcanzó su tercera final de liga en el Clausura ’05. Aquel fue un partido negro para los rojiblancos, en el que el América del Claudio López desintegró a su rival, incluso cuando Flavio colocó el 3-5 para que su equipo durante algunos minutos tuviera cierta esperanza. Después de aquel partido su participación en el equipo fue disminuyendo hasta el mínimo y para el Clausura ’06 el jugador leonés anunció su retiro.
Flavio es un volante de contención de buena recuperación de la pelota y mucha fortaleza, lo que le vale poder jugar de defensa central. Debutó con Tecos en la 1995-1996. En el invierno 97 fue vendido al León y desde el invierno 98 forma parte del equipo de Morelia, donde es un titular indiscutible. Para el Apertura 2002 es transferido a Cruz Azul donde tarda en convertirse en titular. Para el Apertura 2003 llegó a Tecos donde se ha convertido en pieza importantísima debido a su cualidad de ser zaguero central o mediocampista. Es hermano de Duilio Davino, defensa del América.
Tan pronto abandonó la disciplina del entrenamiento encontró lugar en el equipo técnico de Ricardo La Volpe, quien resulta que también es su suegro. Ha acompañado al bigotón en sus aventuras por Argentina, Atlas, Monterrey, Costa Rica y hoy en día, Atlante. El 4 de marzo de 2014 se integró al cuerpo técnico del Rebano Sagrado encabezado por Ricardo Antonio La Volpe Para dirigirlos el resto de la temporada. después, se integró al Atlético San Luis, siendo destituido al final del torneo, al no clasificar a liguilla.
Su padre era argentino y llegó a jugar en León durante la 70-71, donde echó raíces y formó la familia que ahora se retira.
El apodo de su padre era Tarzán, por las greñas. El Che inició su carrera en el Boca Juniors de Argentina, allá en los sesenta.

### Clubes
| Club                  | País                | Año         | Partidos | Goles | Media |
| --------------------- | ------------------- | ----------- | -------- | ----- | ----- |
| Tecos U.A.G.          | México              | 1995 - 1997 | 52       | 1     | 0.02  |
| León A.C.             | México              | 1997 - 1998 | 34       | 4     | 0.12  |
| C.A. Monarcas Morelia | México              | 1998 - 2002 | 155      | 13    | 0.08  |
| Cruz Azul F.C.        | México              | 2002 - 2003 | 29       | 2     | 0.07  |
| Tecos U.A.G.          | México              | 2003 - 2006 | 88       | 4     | 0.05  |
| Total en su carrera   | Total en su carrera | 1995 - 2006 | 352      | 24    | 0.07  |

## Estadísticas

### Clubes
| Tecos U.A.G. · México |               |               |     |    |    |    |    |     |     |    |
| 1ª | 1995-96       | 12            | 0   | 1  | 0  | 1  | 0  | 14  | 0   |    |
| 1ª | 1996-97       | 33            | 1   | 5  | 0  | -  | -  | 38  | 1   |    |
| 1ª | 2003-04       | 35            | 1   | -  | -  | -  | -  | 35  | 1   |    |
| 1ª | 2004-05       | 35            | 3   | -  | -  | -  | -  | 35  | 3   |    |
| 1ª | 2005-06       | 18            | 0   | -  | -  | -  | -  | 18  | 0   |    |
| Total club | Total club    | 133           | 5   | 6  | 0  | 1  | 0  | 140 | 5   |    |
| León A.C. · México |               |               |     |    |    |    |    |     |     |    |
| 1ª | 1997-98       | 34            | 4   | -  | -  | -  | -  | 34  | 4   |    |
| Total club | Total club    | 34            | 4   | -  | -  | -  | -  | 34  | 4   |    |
| C.A. Monarcas Morelia · México |               |               |     |    |    |    |    |     |     |    |
| 1ª |               |               |     |    |    |    |    |     |     |    |
| 1998-99 | 34            | 3             | -   | -  | -  | -  | 34 | 3   |     |    |
| 1999-00 | 32            | 4             | -   | -  | -  | -  | 32 | 4   |     |    |
| 2000-01 | 37            | 3             | -   | -  | -  | -  | 37 | 3   |     |    |
| 2001-02 | 33            | 0             | 4   | 1  | 15 | 2  | 52 | 3   |     |    |
| Total club | Total club    | 136           | 10  | 4  | 1  | 15 | 2  | 155 | 13  |    |
| Cruz Azul F.C. · México |               |               |     |    |    |    |    |     |     |    |
| 1ª | 2002-03       | 15            | 1   | 3  | 1  | 11 | 0  | 29  | 2   |    |
| Total club | Total club    | 15            | 1   | 3  | 1  | 11 | 0  | 29  | 2   |    |
| Total carrera | Total carrera | Total carrera | 318 | 20 | 7  | 2  | 27 | 2   | 352 | 24 |
| (1)Incluye datos de la Copa México y Pre Pre Libertadores (2001 y 2002). (2)Incluye datos de la Recopa CONCACAF (1995), Copa Campeones CONCACAF (2002), Pre Libertadores (2002 y 2003) y Copa Libertadores (2002 y 2003). |               |               |     |    |    |    |    |     |     |    |

## Selección nacional
Solo un partido oficial como seleccionado y fue en un amistoso frente a Bulgaria por Enrique Meza.

### Partidos internacionales
| # | Fecha               | Rival    | Sede    | Estadio         | Resultado | Competición |
| - | ------------------- | -------- | ------- | --------------- | --------- | ----------- |
| 1 | 24 de enero de 2001 | Bulgaria | Morelia | Estadio Morelos | 0 - 2     | Amistoso    |

## Palmarés

### Campeonatos nacionales
| Título          | Club    | País   | Año  |
| --------------- | ------- | ------ | ---- |
| Torneo Invierno | Morelia | México | 2000 |

### Campeonatos internacionales
| Título          | Club         | País           | Año  |
| --------------- | ------------ | -------------- | ---- |
| Recopa CONCACAF | Tecos U.A.G. | Estados Unidos | 1995 |

- Datos: Q5458097